# Sumalao
Sumalao är en ort i Argentina.   Den ligger i provinsen Catamarca, i den norra delen av landet, 1 000 km nordväst om huvudstaden Buenos Aires. Sumalao ligger 511 meter över havet och antalet invånare är 25 674.
Terrängen runt Sumalao är kuperad norrut, men söderut är den platt. Runt Sumalao är det ganska glesbefolkat, med 45 invånare per kvadratkilometer.. Närmaste större samhälle är San Fernando del Valle de Catamarca, 4,6 km väster om Sumalao.
Omgivningarna runt Sumalao är i huvudsak ett öppet busklandskap.